# 渡部喜十郎
渡部 喜十郎（わたなべ きじゅうろう、1902年（明治35年）3月20日 – 2004年（平成16年）10月11日）は、日本の弁護士、第22代日本弁護士連合会会長。

## 略歴
1902年、愛媛県温泉郡難波村（現・松山市）にて出生。
1920年、北予中学卒業後、上京し働きながら明治大学にて学ぶ。
1929年、高等試験司法科に合格。弁護士となる。
1966年、東京弁護士連合会会長に就任。
1968年、東京都弁護士協同組合の設立を提唱し、初代理事長に就任。
1971年、日本弁護士連合会会長に就任。
1984年、全国弁護士協同組合連合会の初代理事長に就任。
2004年、死去。102歳。

## 参考
- 『全國辯護士大觀』法律新聞社　1987年